# Несвізький єзуїтський колегіум

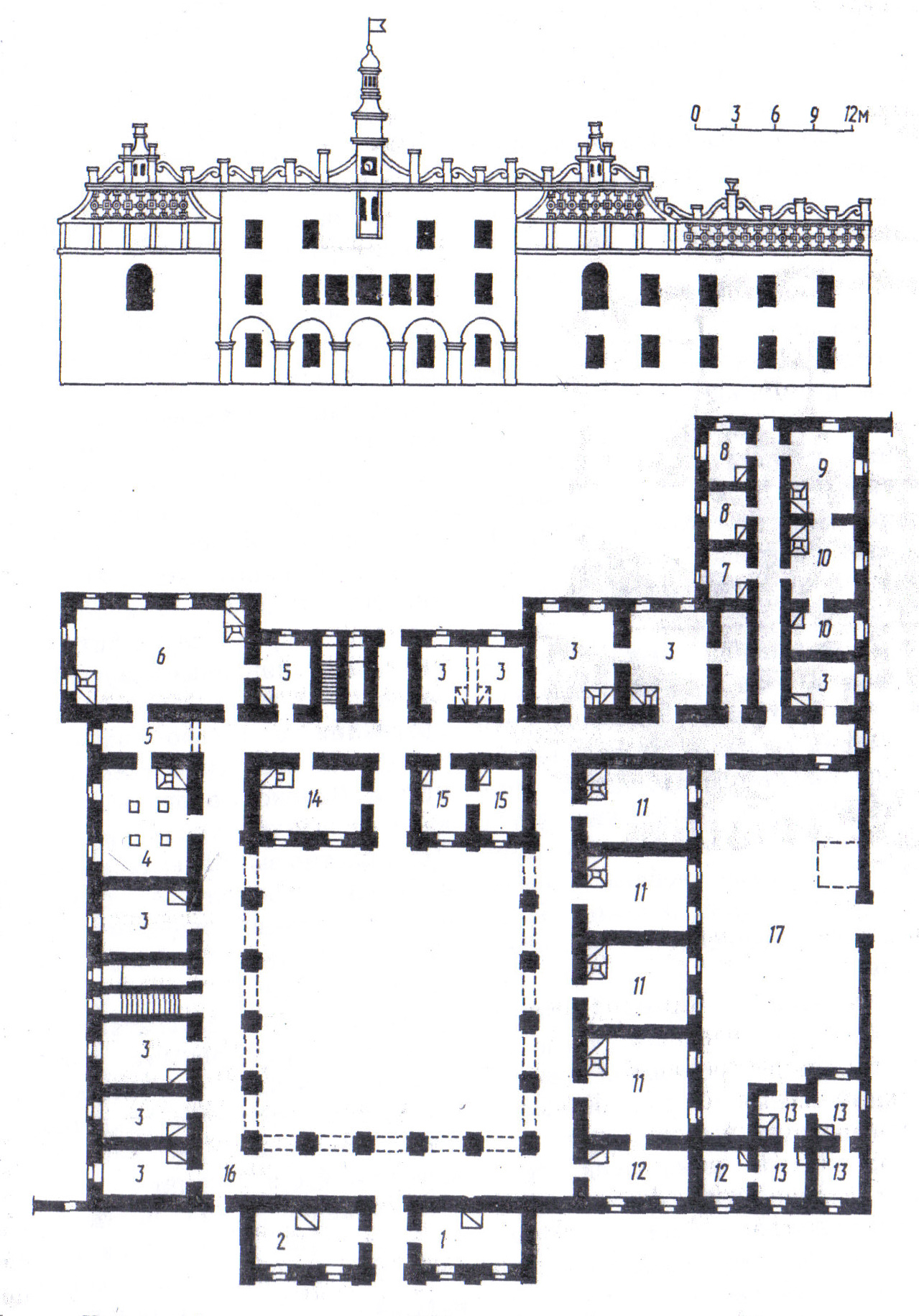
Фасад і план Несвізького колегіуму. 1 — фірта, 2 — кімната воротаря, 3 — келії, 4 — кухня, 5 — комора, 6 — їдальня, 7 — кімната для гостей, 8 — лабораторія, 9 — аптека, 10 — кімнати аптекаря, 11 — шкільні класи, 12 — бібліотека, 13 — типографія, 14 — вітальня, 15 — скарбниця, 16 — двері в коридор до церкви, 17 — шкільне подвір'я.

Несвізький єзуїтський колегіум (лат. Collegium Nesvisiensis) — єзуїтський колегіум, що існував у Несвіжі у 1586—1773 роках.

## Історія
Будівля колегіуму була з'єднана з костелом Божого Тіла критою галереєю, розташованою збоку від вівтаря. Ділянку для її будівництва подарував М. К. Радзивіл Сирітка, проект споруди, ймовірно, також розробив Дж. М. Бернардоні. Перший камінь було закладено 26 червня 1586 р., частина будівлі була зведена в 1588 р., а остаточно будівництво було завершено в 1599 р. Колегіум складався з чотирьох крил і утворював замкнутий двір. У колегіумі було відкрито класи граматики, поетики та риторики; працювали початкова школа і аптека, Несвізька друкарня Радзивілів (1750 р.), бібліотека.
Після розпуску ордену єзуїтів, у 1773 році, в будинку розміщувалися шкільні установи. З 1802 року на території колишнього колегіуму розташовується військова кафедра. Існуючі будівлі переобладнали під казарми. Під час військової кампанії 1812 р. будівля була сильно пошкоджена.
У 1822 році будівлі колишнього колегіуму були повністю передані Департаменту цивільної артилерії. У 1844 році був складений план розміщення казарм. Судячи з планів 1859, 1865 років, на фундаменті колишнього колегіуму, який зберігся до нашого часу, було зведено двоповерховий будинок для лазарету на 50 місць і унтер-роти на 180 місць.

## Архітектура
Архітектура колегіуму витримана в стилі ренесансу. П-подібна будівля під 2-схилими дахами з фігурними фронтонами на торцях. Плоскі стіни фронтального фасаду розділювалися прямокутними та лучковими віконними прорізами, вгорі оперізувалися фігурними аттиками дрібного хвилеподібно-орнаментального характеру — декоративними щитами з грошовими позначками, крапуванням пілястрів, фігурними фризами, центральною башточкою-еркером з курантами та намет з флюгером.
Бічні фасади мали спрощену площинну обробку з ритмом прямокутних та лучкових віконних прорізів. Перший поверх являв собою відкриту галерею-аркаду з боків від центрального проходу. Північний і південний корпуси мали галерейне планування, східні — коридорне. На 1-му поверсі південної частини було 4 шкільні класи, бібліотека з друкарнею та окремим подвір'ям, у північній частині — 4 келії, кухня, комора та трапезна, яка мала вихід на окреме огороджене подвір'я.
Східне тильне крило мало коридорне планування і включало келії, комору, світлицю тощо. До нього перпендикулярно було прибудоване крило для прислуги, лабораторія, аптека. Другий поверх використовувався для келій ченців, квартир настоятеля та каплиці. Інтер'єри ряду кімнат були прикрашені фресками.
За будівлею коледжу планувався регулярний сад зі ставком.

## Ректори
- 1604—1610 — Міхал Салпа
- 1623—1627 — Войцех Шльонський (близько 1585—1653)
- 1630—1635 — Войцех Шльонський (близько 1585—1653)
- 1641—1644 — Микола Гринкевич
- 1670—1673 — Ян Андрій Андрійкевич (Гінтовт-Андрійкевич)

## Відомі педагоги
- Зигмунт Лауксмін (1596/7—1670), ритор
- Філіп Фриїс (1572—1638), теологія, філософія і математика
- Якуб Глядавицький (1646—1704)
- Габріель Лієнкевич (1722–1798) — римо-католицький діяч, педагог, архітектор.

## Відомі студенти
- Князь Ян Єжи Радзивіл (1588—1625)
- Князь Альбрехт Владислав Радзивіл (1589—1636)
- Князь Станіслав Казимир Радзивіл (1648—1690)
- Князь Ян Микола Радзивіл (1681—1729)
- Князь Микола Фаустин Радзивіл (1688—1746)
- Князь Станіслав Радзивіл (1722—1787)
- Князь Кароль Станіслав Радзивіл «Пане Коханку» (1735—1790)
- Князь Міхал Єронім Радзивіл (1744—1831)
- Шимон Берент (1585—1649)
- Константінас Сірвідас (1579—1631)
- Микола Гринкевич (1594—1663)
- Альберт Віюк-Коялович (1609—1677)
- Кристоф Антоній Обринський (? — 1665) — великолитовський державний діяч.